# Hvězdice růžová
Hvězdice růžová (Asterias rubens) je ostnokožec z třídy hvězdice (Asteriidae).

## Popis a rozšíření
Tato hvězdice je velká 12–40 cm a patří k nemnoha ostnokožcům, kteří snášejí nízký obsah soli v Baltském moři. Mimo toto moře se vyskytuje na východním pobřeží Atlantského oceánu. Žije na mělčinách i v hloubkách do 400 m. V hlubší vodě dorůstá hvězdice růžová podstatně větších rozměrů než na mělčině.

## Potrava
Je dravá, živí se především mlži a menšími ostnokožci, dokonce i ježovkami. Rameny obemkne lasturu mlže, pevně se přichytí pediceláriemi s přísavkami a zvolna se ji snaží otevřít. Zápas hvězdice s mlžem může trvat i hodinu. Jakmile měkkýš trochu povolí sevření obou půlek lastury, hvězdice mezi ně vychlípí žaludek a mlže usmrtí trávicími šťávami.